# Tweede Congolese Burgeroorlog
De Tweede Congolese Burgeroorlog, ook wel bekend als de Tweede Grote Oorlog van Afrika of de Grote Afrikaanse Oorlog, ving aan in augustus 1998 in de Congo-Kinshasa, iets meer dan een jaar na de Eerste Congolese Burgeroorlog. Deze nieuwe oorlog raakte verstrikt in vergelijkbare problematieken als zijn voorganger. Na verloop van tijd werden strijdende partijen uit verschillende hoeken van het Afrikaanse continent erbij betrokken. De oorlog werd officieel tot een einde gebracht in juli 2003, toen de Overgangsregering van de Democratische Republiek Congo aan de macht kwam. Ondanks de ondertekening van een vredesakkoord in 2002, bleef het geweld zich voorzetten in talrijke regio's van het land, met name in het oosten. Vijandelijkheden blijven voortduren, zoals bij de aanhoudende rebellie van het Verzetsleger van de Heer en de conflicten in de regio's Kivu en Ituri. Gedurende de oorlog raakten negen Afrikaanse landen en ongeveer vijfentwintig gewapende groeperingen betrokken bij het conflict.
In 2008 schatte het International Rescue Committee dat de oorlog en de nasleep ervan in totaal 5,4 miljoen levens hadden geëist, voornamelijk door ziekte en ondervoeding. Dit maakte de Tweede Congolese Burgeroorlog het dodelijkste wereldwijde conflict sinds de Tweede Wereldoorlog. Daarnaast werden nog eens 2 miljoen mensen ontheemd of zochten zij toevlucht in naburige landen. Het conflict werd deels gefinancierd door conflictmineralen, die een belangrijke bron van financiering waren voor zowel de oorlog zelf als de latere gevechten.

## Achtergrond

### Kabila's mars naar Kinshasa

Strijdende partijen:
Paars: Democratische Republiek Congo
Oranje: anti-DRC coalitie
Donker blauw: pro-DRC coalitie
Licht blauw: Bondgenoten van de DRC, niet direct betrokken bij de oorlog.
Groen: Politieke steun aan de DRC

De Eerste Congolese Burgeroorlog ving aan in 1996, toen Rwanda steeds bezorgder werd over het feit dat Hutu-leden van de milities van het Rassemblement Démocratique pour le Rwanda (RDR) grensoverschrijdende aanvallen uitvoerden vanuit het destijds genaamde Zaïre, en van plan waren een invasie van Rwanda te lanceren. Deze milities, voornamelijk bestaande uit Hutu's, hadden zich gevestigd in vluchtelingenkampen in Oost-Zaïre, waar velen naartoe waren gevlucht om te ontsnappen aan het door Tutsi gedomineerde Rwandese Patriottische Front (RPF) in de nasleep van de Rwandese genocide van 1994.
De door Tutsi's gedomineerde RPF-regering van Rwanda, die de macht had overgenomen in juli 1994, protesteerde tegen deze schending van de Rwandese territoriale integriteit en begon de etnisch Tutsi's Banyamulenge in Oost-Zaïre van wapens te voorzien. Het regime van Mobutu in Zaïre veroordeelde deze interventie krachtig, maar had noch de militaire capaciteit om het te stoppen noch het politieke draagvlak om internationale hulp te kunnen verkrijgen.
Met actieve steun van Oeganda, Rwanda en Angola verplaatsten de Tutsi-troepen van Laurent-Désiré Kabila zich gestaag langs de Congo-rivier, waarbij ze slechts beperkte weerstand ondervonden van de slecht opgeleide en slecht gedisciplineerde troepen van het verzwakkende regime van Mobutu. De meerderheid van Kabila's strijders waren Tutsi's en velen van hen hadden ervaring in verschillende conflicten in de regio van de Grote Meren in Afrika. Kabila zelf had geloofwaardigheid als langdurige politieke tegenstander van Mobutu en was toegewijd aan Patrice Lumumba (de eerste premier van het onafhankelijke Congo), die in januari 1961 door zowel interne als externe krachten was geëxecuteerd. Hij was uiteindelijk in 1965 vervangen door Mobutu.
In december 1996 begon het leger van Kabila langzaam westwaarts te bewegen, tegen het einde van de vluchtelingencrisis van de Grote Meren. Ze bezetten de grensplaatsen en mijnen en versterkten hun grip. Er kwamen berichten over massamoorden en brute onderdrukking door het rebellenleger. Een onderzoeker van de VN voor mensenrechten publiceerde verklaringen van getuigen waarin werd beweerd dat de Alliantie van Democratische Krachten voor de Bevrijding van Congo (ADFLC) van Kabila bloedbaden had aangericht en dat het oprukkende leger mogelijk wel 60.000 burgers had gedood, een claim die de ADFLC krachtig ontkende. Roberto Garreton verklaarde dat zijn onderzoek in de stad Goma meldingen van verdwijningen, martelingen en moorden aan het licht bracht. Hij citeerde Moïse Nyarugabo, een assistent van Mobutu, die zei dat moorden en verdwijningen te verwachten waren in oorlogstijd.
Met steun van Rwanda lanceerden de troepen van Kabila in oktober 1996 een offensief in Zuid-Kivu en eisten ze dat de regering in Kinshasa zich overgaf. De rebellen namen Kasenga in op 27 maart 1997. De regering ontkende het succes van de rebellen en nu ontstond  een patroon van valse verklaringen van de Minister van Defensie over de voortgang en het verloop van de oorlog. Er werden in maart onderhandelingen voorgesteld en op 2 april werd Étienne Tshisekedi, een langdurige rivaal van Mobutu, geïnstalleerd als de nieuwe premier van Zaïre. Tegen die tijd had Kabila ongeveer een kwart van het land onder controle, maar hij verwierp dit als irrelevant en waarschuwde Tshisekedi dat hij geen deel zou uitmaken van een nieuwe regering als die de post accepteerde.
De ADFLC boekte gestage vooruitgang tijdens haar opmars vanuit het oosten gedurende april 1997, en in mei hadden haar troepen de rand van Kinshasa bereikt. Mobutu ontvluchtte Kinshasa op 16 mei en de "bevrijders" betraden de hoofdstad zonder serieuze weerstand. Mobutu verliet het land en overleed vier maanden later in ballingschap in Marokko. Kabila riep zich op 17 mei 1997 uit tot president; hij gaf onmiddellijk opdracht tot een gewelddadige onderdrukking om de orde te herstellen en begon aan een poging tot herstructurering van het land.

### Ongewenste steun van andere Afrikaanse landen
Toen Kabila in mei 1997 de controle over de hoofdstad verkreeg, stond hij voor aanzienlijke uitdagingen bij het besturen van het land, dat hij hernoemde tot de Democratische Republiek Congo (DRC) in plaats van Zaïre. Naast politieke rivaliteit tussen verschillende groepen om de macht en een enorme externe schuld, bleken zijn buitenlandse supporters niet bereid te vertrekken toen daarom werd gevraagd. De opvallende aanwezigheid van Rwandese troepen in de hoofdstad wekte ontevredenheid bij veel Congolezen, die Kabila begonnen te zien als een marionet van buitenlandse mogendheden.
De spanningen bereikten een kritiek punt op 14 juli 1998, toen Kabila zijn Rwandese stafchef James Kabarebe ontsloeg en verving door een inheemse Congolees, Célestin Kifwa. Hoewel deze zet de al moeilijke relatie met Rwanda nog verder verslechterde, verzachtte Kabila de situatie enigszins door Kabarebe aan te stellen als militair adviseur van zijn opvolger.
Twee weken later besloot Kabila om zijn eerdere besluit te herroepen. Hij bedankte Rwanda voor hun hulp en gaf opdracht aan alle Rwandese en Oegandese militaire troepen om het land te verlaten. Binnen 24 uur werden Rwandese militaire adviseurs die in Kinshasa verbleven zonder veel ceremonie teruggevlogen. De groep die het meest ongerust was over dit bevel, waren de Banjamoelenge-Toetsi's in Oost-Congo. Hun spanningen met naburige etnische groepen hadden mede bijgedragen aan het ontstaan van de Eerste Congolese Burgeroorlog, en Rwanda gebruikte hen ook om gebeurtenissen aan de overkant van de grens in de DRC te beïnvloeden.

## 1998–1999

Situatie in Congo in augustus 1998, ten tijde van Operatie Kitona:
Blauw – Congo-Kinshasa
Rood – Rwanda
Geel – Oeganda

Op 2 augustus 1998 brak er een rebellie uit onder de Banyamulenge in Goma. Rwanda bood onmiddellijke hulp aan hen aan, en begin augustus ontstond er een goed bewapende rebellen groep genaamd het Congolese Rally voor Democratie (RCD), voornamelijk samengesteld uit Banyamulenge en gesteund door Rwanda en Oeganda. Deze groep wist snel de rijke bronnenrijke oostelijke provincies te domineren en voerde haar operaties uit vanuit Goma. Het RCD nam al snel de controle over de steden Bukavu en Uvira in de regio Kivu over. De door Tutsi geleide Rwandese regering sloot zich aan bij Uganda, en Burundi sloeg ook terug door een deel van het noordoosten van Congo te bezetten. Om de Rwandese bezetters te verdrijven, riep president Kabila de hulp in van Hutu-vluchtelingen in Oost-Congo en begon hij de publieke opinie op te hitsen tegen de Tutsi's, wat resulteerde in meerdere openbare lynchpartijen op straat in Kinshasa.

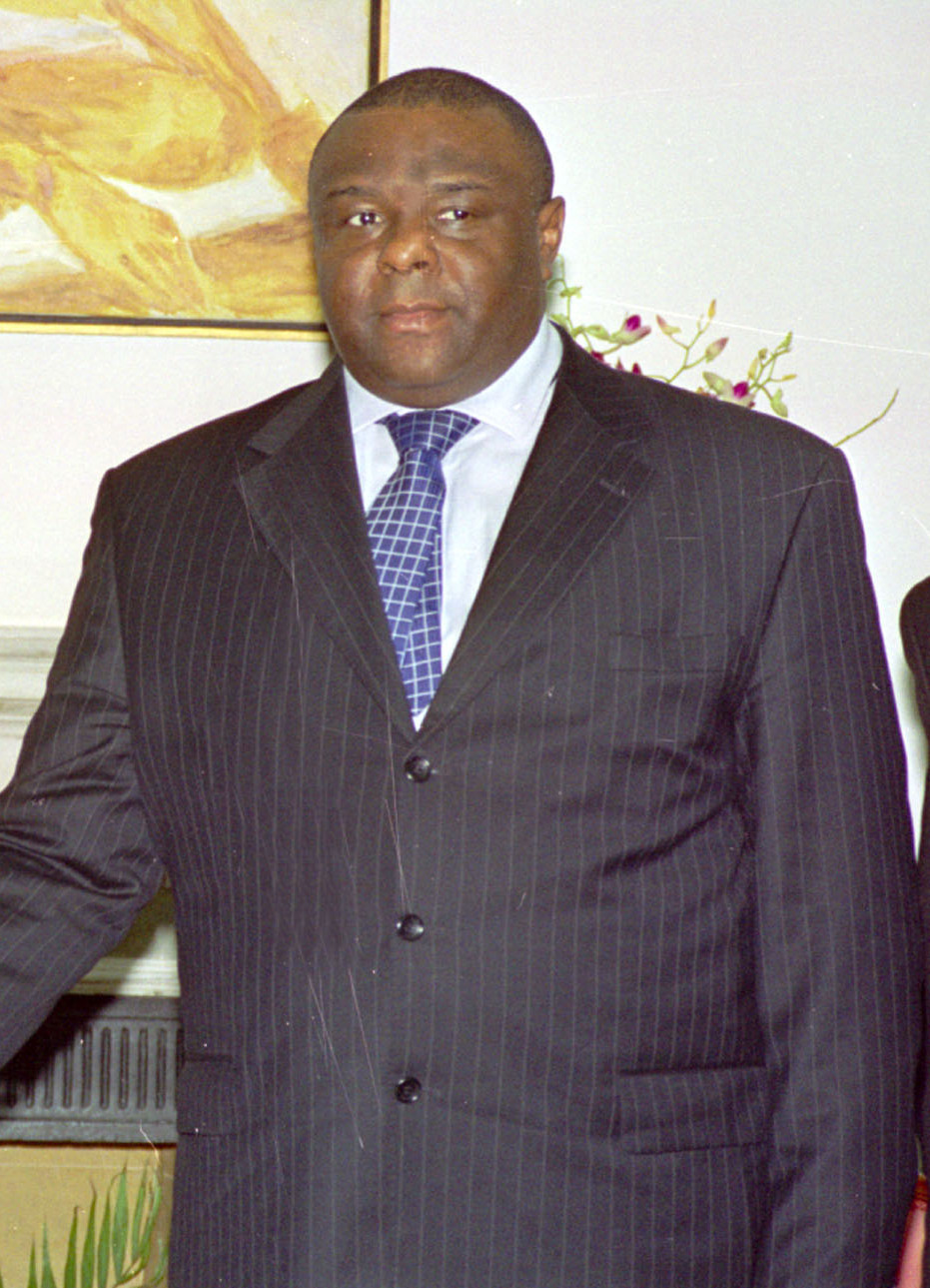
Rebellenleider Jean-Pierre Bemba van de Congolese Bevrijdingsbeweging (MLC)

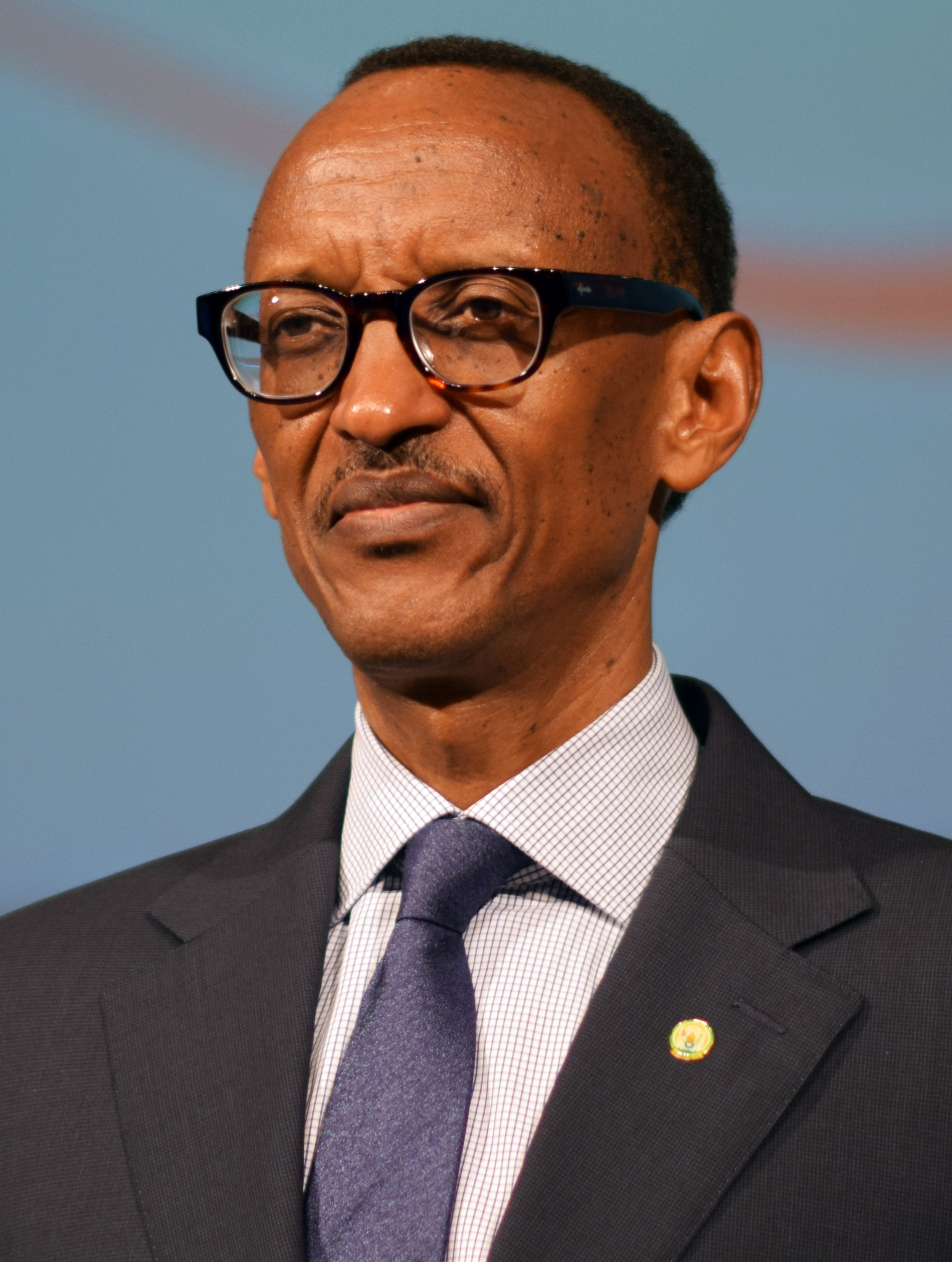
Paul Kagame; leider van het Rwandees Patriottisch Front

Op 12 augustus riep een loyale legermajoor via een radiostation in Bunia in Oost-Congo op tot verzet: "Mensen moeten een machete, een speer, een pijl, een houweel, schoppen, harken, spijkers, knuppels, elektrische strijkijzers, prikkeldraad, stenen en dergelijke meebrengen, om, beste luisteraars, de Rwandese Tutsi's te doden." Het Rwandese gouvernement betwistte ook de huidige grenzen door een aanzienlijk deel van Oost-Congo te claimen als "historisch Rwandees gebied". De Rwandezen beweerden dat Kabila een genocide organiseerde tegen hun Tutsi-broeders in de regio Kivu. In hoeverre Rwandese interventie was gemotiveerd om de Banyamulenge te beschermen, in tegenstelling tot het gebruiken van hen als rookgordijn voor regionale aspiraties na de verdrijving van Mobutu, wordt nog steeds bediscussieerd.

### Operatie Kitona (augustus 1998)
In een gedurfde zet kaapten Rwandese soldaten onder bevel van James Kabarebe drie vliegtuigen en vlogen ze naar de regeringsbasis van Kitona aan de Atlantische kust. De vliegtuigen landden in het midden van de Kitona-basis, maar de diverse troepen daar (voormalige FAZ-troepen, maar ook Angolese UNITA-elementen en voormalige militieleden van Pascal Lissouba uit Brazzaville) waren in slechte conditie en niet in staat om te vechten, tenzij ze voedsel en wapens zouden krijgen. Ze werden snel aan de kant van Rwanda gewonnen. Meer steden in het oosten en rond Kitona vielen in snelle opeenvolging, terwijl de gecombineerde troepen van RCD, Rwandezen en rebellen de regeringskrachten overweldigden te midden van ineffectieve diplomatieke inspanningen van verschillende Afrikaanse naties. Tegen 13 augustus, minder dan twee weken na het begin van de opstand, hadden de rebellen de Inga-waterkrachtcentrale die stroom leverde aan Kinshasa en de haven van Matadi, via welke het meeste voedsel naar Kinshasa ging, in handen. Het diamantencentrum van Kisangani viel in handen van de rebellen op 23 augustus en troepen die vanuit het oosten oprukten, begonnen Kinshasa eind augustus te bedreigen. Oeganda, terwijl het gezamenlijk de RCD met Rwanda bleef steunen, creëerde ook een rebellen groep die het exclusief steunde, genaamd de Congolese Bevrijdingsbeweging (MLC) (MLC).
Ondanks de verschuiving van het front bleef het gevecht door het hele land doorgaan. Terwijl de rebellenmachten oprukten naar Kinshasa, bleven regeringsmachten vechten om controle over steden in het oosten van het land. De Hutu-militanten waarmee Kabila samenwerkte, vormden ook een significante kracht in het oosten. Desondanks leek de val van de hoofdstad en van Kabila, die de voorgaande weken wanhopig steun zocht bij verschillende Afrikaanse landen en Cuba, steeds waarschijnlijker.
De rebellenoffensief werd abrupt omgekeerd toen Kabila's diplomatieke inspanningen vruchten begonnen af te werpen. De eerste Afrikaanse landen die reageerden op Kabila's verzoek om hulp, waren medeleden van de Ontwikkelingsgemeenschap van Zuidelijk Afrika (SADC). Hoewel SADC-leden officieel gebonden zijn aan een onderling defensieverdrag in geval van buitenlandse agressie, namen veel lidstaten een neutrale positie in ten opzichte van het conflict. Desalniettemin steunden de regeringen van Namibië, Zimbabwe en Angola de regering-Kabila na een bijeenkomst in Harare, Zimbabwe, op 19 augustus. In de daaropvolgende weken sloten nog meer landen zich aan bij het conflict aan de zijde van Kabila: Tsjaad, Libië en Soedan.
Zo begon een oorlog met meerdere partijen. In september 1998 hielden Zimbabwaanse troepen die naar Kinshasa waren gestuurd een opmars van rebellen tegen die de rand van de hoofdstad bereikte, terwijl Angolese eenheden vanuit hun grenzen naar het noorden en oosten aanvielen vanuit het Angolese grondgebied Cabinda, tegen de belegerende rebellenmachten in. Deze interventie door verschillende landen redde de regering van Kabila en duwde het front van de rebellen weg van de hoofdstad. Niettemin slaagde het er niet in om de rebellenmachten te verslaan, en de opmars dreigde uit te monden in een direct conflict met de nationale legers van Oeganda en Rwanda. In november 1998 werd gemeld dat er een nieuwe door Oeganda gesteunde rebellen groep, de Congolese Bevrijdingsbeweging, in het noorden van het land actief was. Op 6 november erkende de Rwandese president Paul Kagame voor het eerst dat Rwandese troepen de RCD-rebellen om veiligheidsredenen bijstonden, naar verluidt na een verzoek van Nelson Mandela om vredesgesprekken te bevorderen. Op 18 januari 1999 bereikten Rwanda, Oeganda, Angola, Namibië en Zimbabwe een wapenstilstandsovereenkomst op een top in Windhoek, Namibië, maar de RCD was niet uitgenodigd. Het gevecht ging dus door.
Buiten Afrika bleven de meeste landen neutraal, maar drongen aan op een einde aan het geweld.

### Bloedbad van Kasika (augustus 1998)
Op 24 augustus 1998 vond het bloedbad van Kasika plaats, in de dorpen Kasika, Kilungutwe, Kalama en Zokwe, gelegen in het Luindi koninkrijk van het Mwenga-territorium in de provincie Zuid-Kivu, in het oosten van de Democratische Republiek Congo (DRC). Troepen van de Congolese Rally voor Democratie (RCD) en het Rwandese Patriottische Leger (RPA), voornamelijk bestaande uit Tutsi-strijdkrachten, namen deel aan deze tragische gebeurtenis waarbij meer dan 1.000 burgers omkwamen, voornamelijk behorend tot de Nyindu-volk.

### Buitenlandse steun voor de Congolese regering

#### Zimbabwe

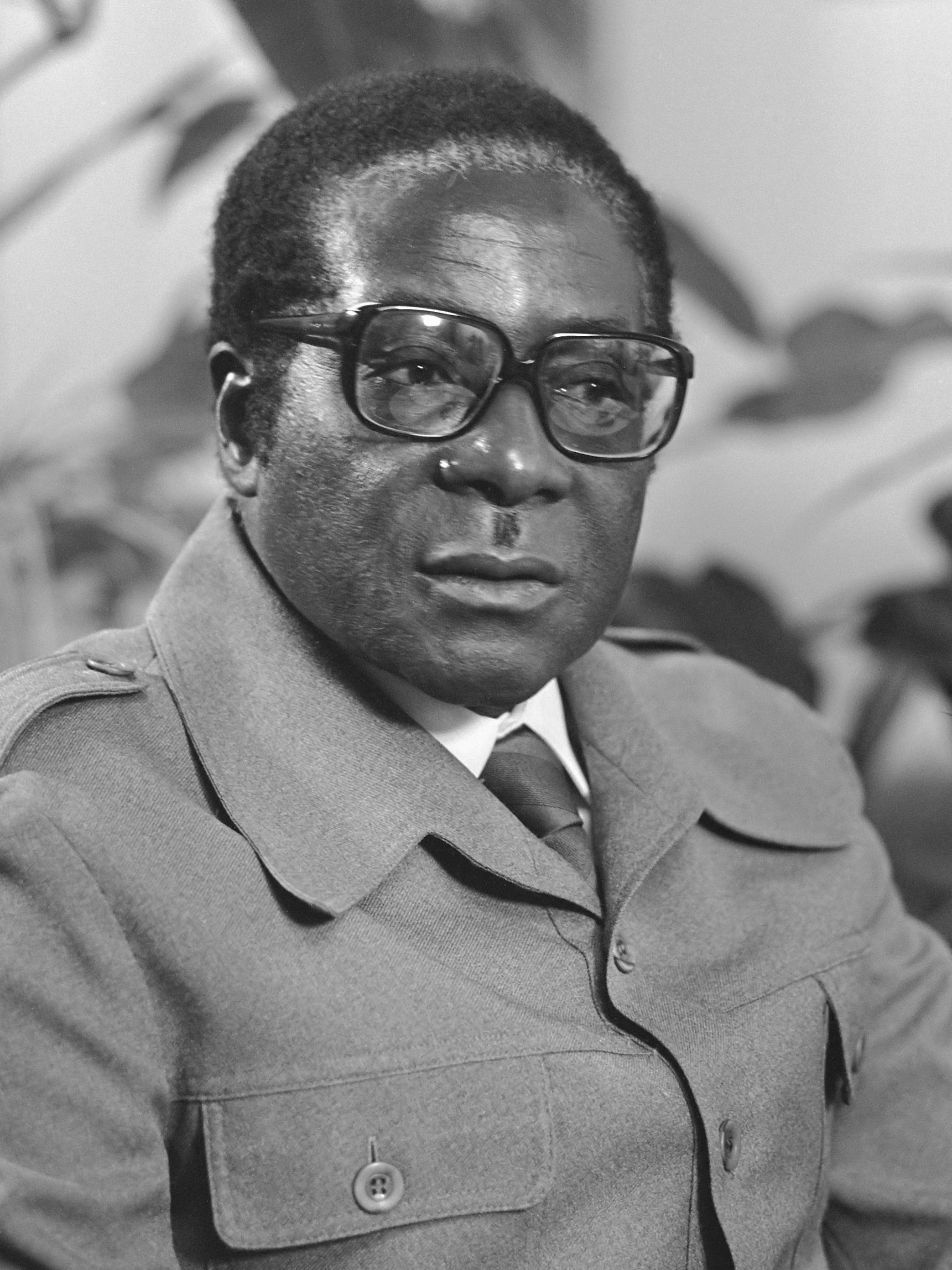
President van Zimbabwe; Robert Mugabe

In 1998 stuurde de regering van Robert Mugabe delen van het Nationaal leger van Zimbabwe naar de Democratische Republiek Congo. Mugabe, die mogelijk de grootste voorstander was van ingrijpen ten behoeve van Kabila, was de enige belangrijke speler in het conflict die over een redelijk moderne en ervaren luchtmacht beschikte. Het Zimbabwaanse leger werd ook beschouwd als een van de beter uitgeruste en professionele strijdkrachten in de regio, wat een cruciale rol speelde in de uitkomst van de oorlog en een opmerkelijke tactische bekwaamheid liet zien.
De strategie van Zimbabwe draaide om het beschermen van Laurent Kabila met geallieerde troepen, omdat Congolese troepen als onbetrouwbaar werden beschouwd. Hun plan omvatte het heroveren van belangrijke nederzettingen en het verdrijven van de rebellen uit de regio Kinshasa. Mugabe's initiële opbouw in Kinshasa bestond uit speciale eenheden en enkele paratroepen, naar schatting tussen de 600 en 1.000 personeelsleden. Tegen augustus 1998 werden nog twee bataljons ingezet, samen met Sovjet-gemaakte T-54/55-tanks, gepantserde personeelsvoertuigen van het type Crocodile en EE-9 Cascavel-verkenningseenheden die via Angolese luchtmachtvliegtuigen naar de hoofdstad werden gebracht. Het contingent groeide tot 3.800 troepen rond november en piekte op 12.000 in januari 2001. De terugtrekking van de Zimbabweanen begon in 2002 en was eind dat jaar volledig voltooid. Voorafgaand aan deze inzet had Zimbabwe een schijnbaar krachtige reactie-eenheid op brigadegrootte opgebouwd, met efficiënte luchtsteun en professionele competentie. Echter, de langdurige operaties in Congo zouden naar verluidt afbreuk hebben gedaan aan de geloofwaardigheid.
De Luchtmacht van Zimbabwe maakte bijzonder effectief gebruik van haar luchtmacht door herhaalde aanvallen uit te voeren op rebellen- en Rwandese offensieven in Mbuji-Mayi met behulp van BAE Hawks en Hawker Hunters. Desondanks leed het ook aanzienlijke verliezen tijdens het conflict, waaronder drie van haar zes Mil Mi-24 Hind-helikopters, een transportvliegtuig en een ongeïdentificeerde onderschepper - waarschijnlijk een Chinese Chengdu J-7. Ondanks de effectiviteit van hun zeer mobiele, zwaarbewapende Eland-90 en Cascavel gepantserde voertuigen, leden de Zimbabwaanse grondtroepen ook aanzienlijke verliezen, zowel door gevangenneming als vernietiging door de rebellencoalitie.

#### Namibië

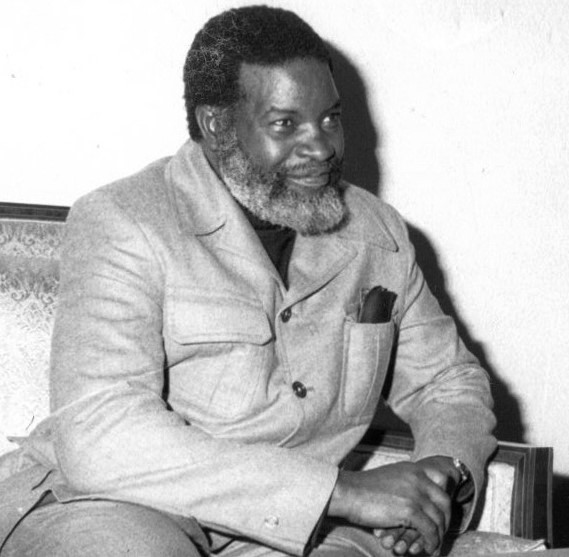
president van Namibië; Sam Nujoma

Onder leiding van president Sam Nujoma raakte Namibië betrokken bij Congo namens zijn toewijding aan de Ontwikkelingsgemeenschap van Zuidelijk Afrika (SADC). Nujoma, een langdurige bondgenoot van Kabila, beweerde dat hij de verzoeken om militaire hulp van Zimbabwe en Angola niet kon weigeren. De regerende SWAPO-partij in Windhoek had belangen in Kinshasa die vergelijkbaar waren met die van Mugabe, waaronder lucratieve visexport en een waardevol belang in de Société Minière de Bakwanga. Rond februari 1999 bedroeg het aantal Namibische defensiemacht personeel in Congo ongeveer 1.000, waarschijnlijk een enkel infanteriebataljon met staf, artillerie, logistieke ondersteuning en een vlucht Allouette-helikopters en Y-12 transportvliegtuigen van de Namibische Luchtmacht. Tussen 2000 en 2001 schommelde dit aantal mogelijk tussen 1.600 en 2.000, hoewel Namibische troepen weinig invloed hadden op het conflict. Ze werden tegen 2002 teruggetrokken, tegen die tijd waren er 30 dienstplichtigen gedood in actie.
De Namibische interventie werd intens bekritiseerd door oppositiepartijen, evenals naburig Zuid-Afrika en verschillende westerse donoren. De Europese Unie uitte bezorgdheid dat Nujoma de ontwikkelingsfondsen van zijn land misbruikte voor de Congo-expeditie, en individuele lidstaten, waaronder Finland, staakten financiële steun. Er ontstond ook een felle diplomatieke ruzie met de Zuid-Afrikaanse autoriteiten nadat zij alle uitgaande militaire export naar de NDF hadden opgeschort.

#### Angola
De Angolese regering nam deel aan de Eerste Congolese Burgeroorlog tegen Mobutu Sésé Seko vanwege diens steun aan de rebellenbeweging UNITA in de Angolese Burgeroorlog. Angola had als doel de activiteiten van UNITA in Zuid-Congo te stoppen, waar diamanten uit door rebellen gecontroleerde gebieden in Angola werden geruild voor buitenlandse wapens. Angola was niet zeker dat een nieuwe president succesvoller zou zijn dan Kabila en maakte zich zorgen dat voortdurend conflict een machtsvacuüm zou creëren dat UNITA ten goede zou komen. De betrokkenheid van ervaren Angolese troepen speelde een cruciale rol in de afloop van beide conflicten.

#### Tsjaad
Aanvankelijk had Kabila de mogelijkheid van steun vanuit Françafrique (Franssprekend Afrika) genegeerd, maar na een topbijeenkomst in Libreville, Gabon, op 24 september, stemde Tsjaad ermee in om 2.000 troepen te sturen. Frankrijk had Tsjaad aangemoedigd om deel te nemen als een manier om invloed terug te winnen in een regio waar de Fransen zich hadden teruggetrokken na de Rwandese genocide van 1994. Desondanks leidde de tussenkomst van Tsjaad tot een fiasco. Zijn troepen werden beschuldigd van ernstige schendingen van de mensenrechten en plundering, vrijwel vanaf hun aankomst in het land. Ze trokken zeer snel terug onder internationale en nationale druk en afkeuring.

#### Soedan
Niet-bevestigde berichten in september meldden dat de troepen van de regering van Soedan vochten tegen rebellen in de Orientale provincie, dicht bij de grenzen van Soedan en Oeganda. Niettemin vestigde Soedan geen aanzienlijke militaire aanwezigheid in Congo-Kinshasa, hoewel het aanhoudende steun bleef bieden aan drie Oegandese rebellenbewegingen—het Verzetsleger van de Heer, het Oegandese Nationale Reddingsfront II en de Geallieerde Democratische Krachten—als vergelding voor Oegandese steun aan de Soedanese Volkskrijgsmacht.

## 1999–2000

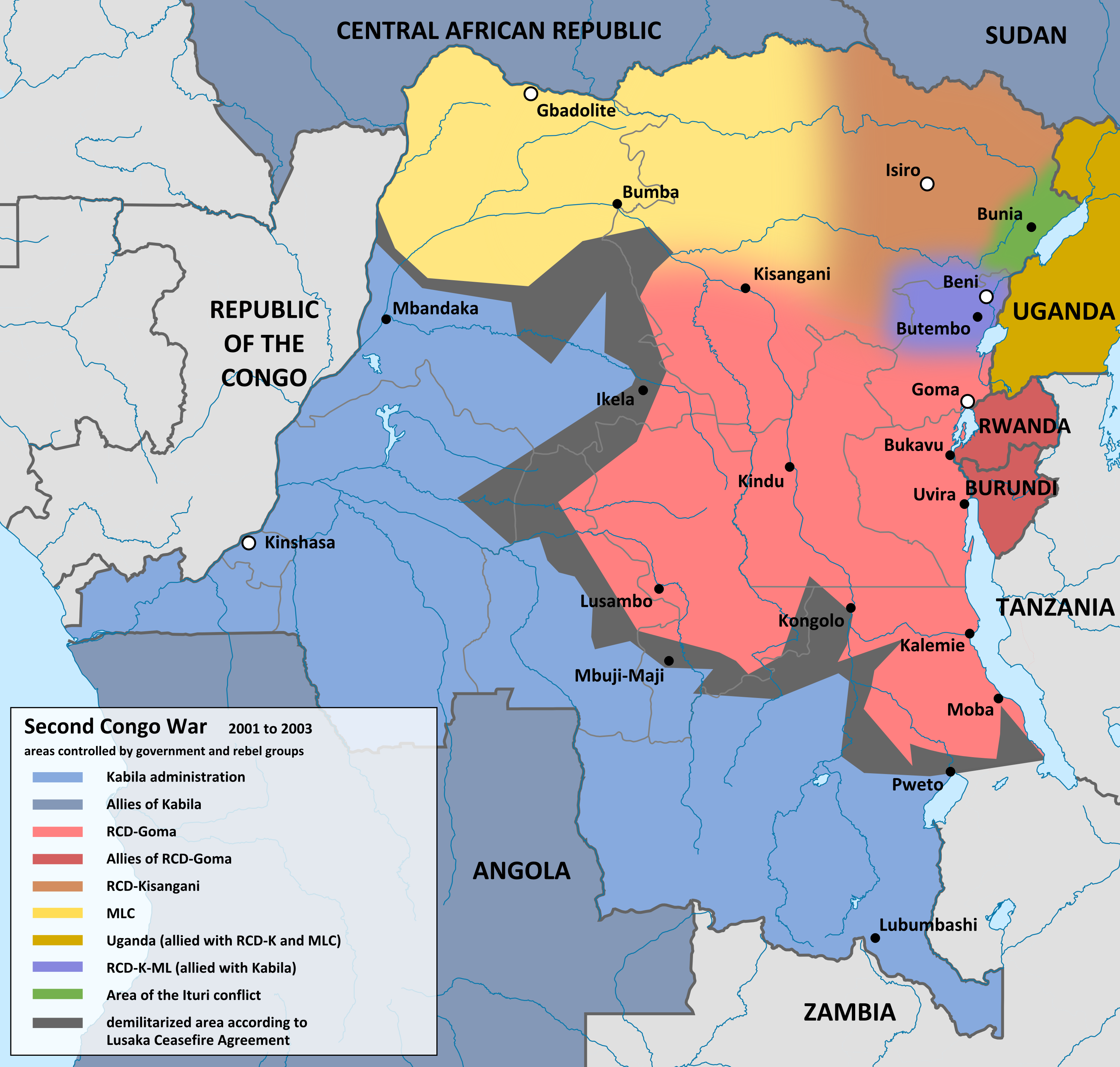
schatting van het grondgebied dat in 2001-2003 in handen was van de facties.

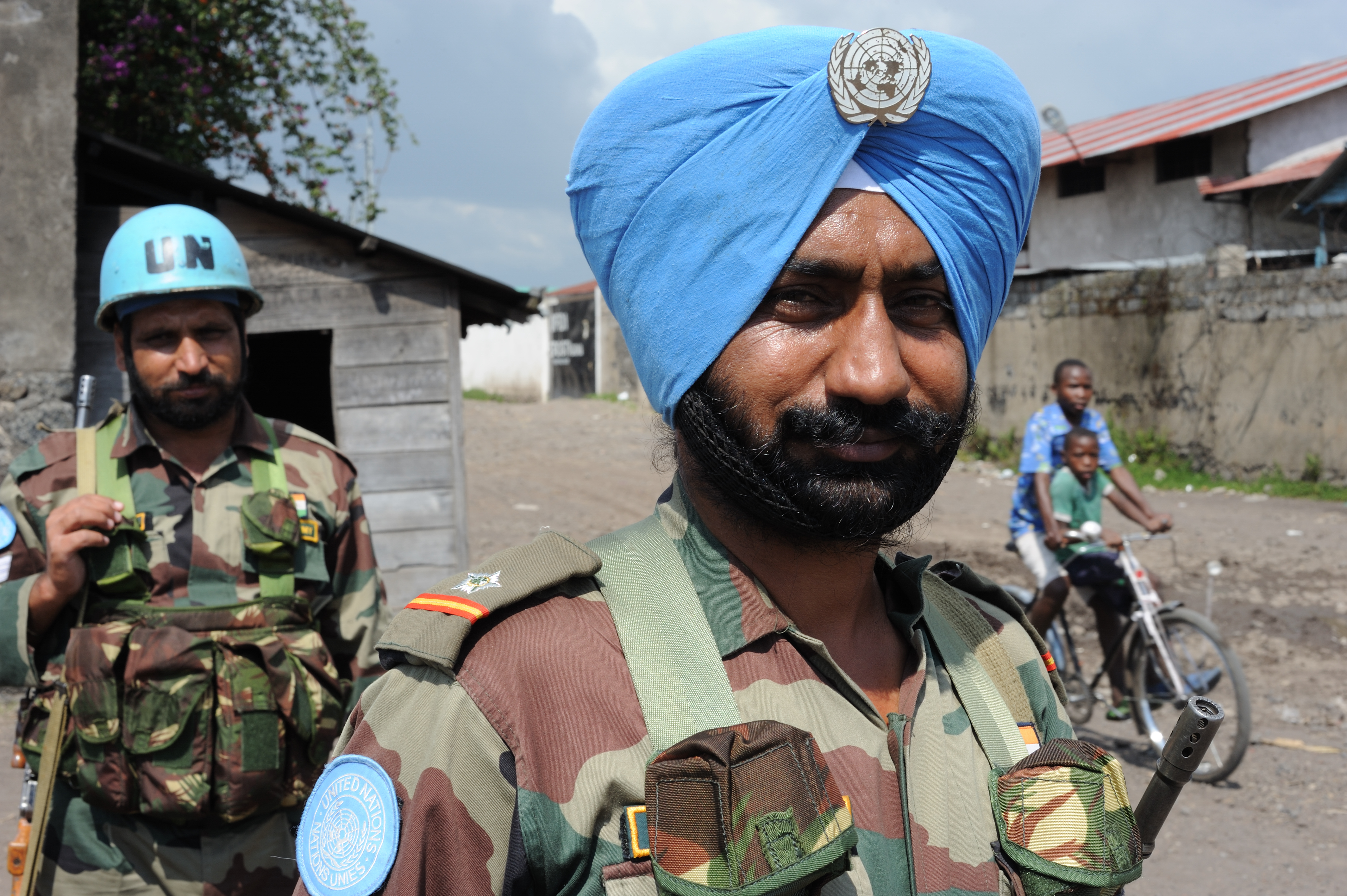
Indiase MONUC-blauwhelmen

Op 5 april 1999 escaleerden de spanningen binnen de RCD vanwege de dominantie van de Banyamulenge. RCD-leider Ernest Wamba dia Wamba verplaatste zijn basis van Goma naar het door Oeganda gecontroleerde Kisangani om een afsplitsingsfactie genaamd RCD-Kisangani te leiden, later bekend als de Forces du renouveau. Een teken van verdere onenigheid ontstond toen president Yoweri Museveni van Oeganda en Kabila op 18 april een staakt-het-vuren-akkoord ondertekenden in Sirte, Libië, na bemiddeling van de Libische leider Moammar al-Qadhafi. Desondanks weigerden zowel de RCD als Rwanda deel te nemen.
Op 16 mei werd Wamba afgezet als leider van de RCD en vervangen door een pro-Rwandese figuur, Dr. Emile Ilunga. Zeven dagen later botsten de verschillende facties van de RCD over de controle van Kisangani. Op 8 juni kwamen de rebellengroepen bijeen in een poging een gezamenlijk front tegen Kabila te vormen. Ondanks deze inspanningen leidde de oprichting van de nieuwe provincie Ituri door Oeganda tot etnische conflicten, soms aangeduid als een "oorlog binnen een oorlog".
Niettemin droegen diplomatieke omstandigheden bij aan het eerste staakt-het-vuren van de oorlog. In juli 1999 werd het Vredesakkoord van Lusaka ondertekend door de zes strijdende landen (Congo-Kinshasa, Angola, Namibië, Zimbabwe, Rwanda en Oeganda) en, op 1 augustus, de MLC (de RCD weigerde te ondertekenen tot 31 augustus). Volgens dit akkoord zouden troepen van alle partijen, onder toezicht van een gezamenlijke militaire commissie, samenwerken om alle gewapende groepen in Congo op te sporen, te ontwapenen en te documenteren, met name die groepen die verband hielden met de Rwandese genocide van 1994.
Er werden echter weinig bepalingen getroffen om daadwerkelijk de milities te ontwapenen. In augustus 1999 stuurde de Veiligheidsraad van de Verenigde Naties ongeveer 90 verbindingspersoneel om het staakt-het-vuren te ondersteunen. Echter, in de daaropvolgende maanden beschuldigden alle partijen elkaar herhaaldelijk van schending van het staakt-het-vuren, en het werd duidelijk dat kleine incidenten aanvallen konden uitlokken.
Tussen Oeganda en Rwanda escaleerden de spanningen toen troepen van het UPDF en het Rwandees Patriottisch Front op 7 augustus in Kisangani met elkaar in botsing kwamen. Het gevecht brak opnieuw uit tussen de twee legers op de avond van 14 augustus; er werd gevochten in een groot deel van Kisangani, inclusief op de luchthaven en op belangrijke wegen. Het conflict duurde tot 17 augustus, toen er die dag een staakt-het-vuren werd afgekondigd. Beide partijen gebruikten zware wapens tijdens deze gevechten. Zoals gemeld door de International Crisis Group, was het gevecht het resultaat van verschillen in doelstellingen en strategieën die tijdens de oorlog werden gebruikt.
In november beweerde door de overheid gecontroleerde televisie in Kinshasa dat het leger van Kabila was herbouwd en nu klaar was om zijn "missie om het land te bevrijden" te vervullen. Door Rwanda gesteunde rebellen lanceerden een grote offensief en naderden Kinshasa, maar werden uiteindelijk teruggedrongen.
Tegen 24 februari 2000 keurde de VN een troepenmacht van 5.537 soldaten goed, de United Nations Organization Mission in the Democratic Republic of the Congo (bekend onder de Franse afkorting MONUC), om het staakt-het-vuren te controleren. Echter, gevechten gingen door tussen rebellen en regeringstroepen, evenals tussen Rwandese en Oegandese troepen. Talrijke clashes en offensieven vonden plaats in het hele land, met name zware gevechten tussen Oeganda en Rwanda in Kisangani in mei en juni 2000.
Op 9 augustus 2000 werd een regeringsoffensief in de provincie Equateur langs de Ubangi-rivier bij Libenge afgeslagen door MLC-troepen. Militaire operaties en diplomatieke inspanningen van de VN, de Afrikaanse Unie en de Southern African Development Community slaagden er niet in om vooruitgang te boeken.

## 2001

### Moord op Laurent-Désiré Kabila

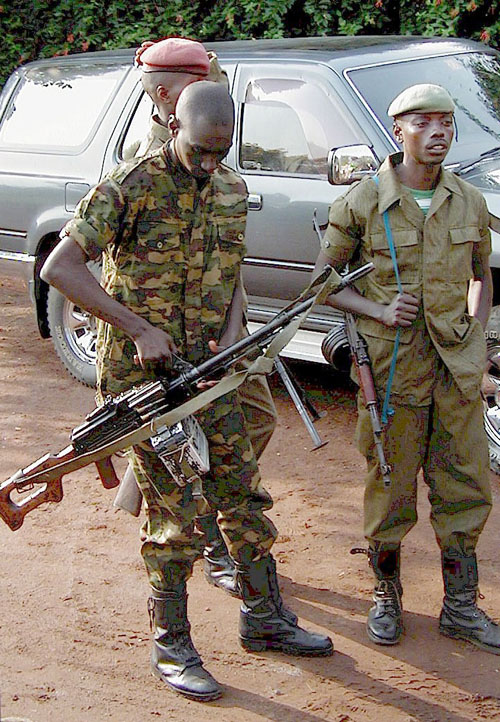
Een rebellensoldaat met een PK-machinegeweer gefotografeerd bij de Rwandese grens in 2001

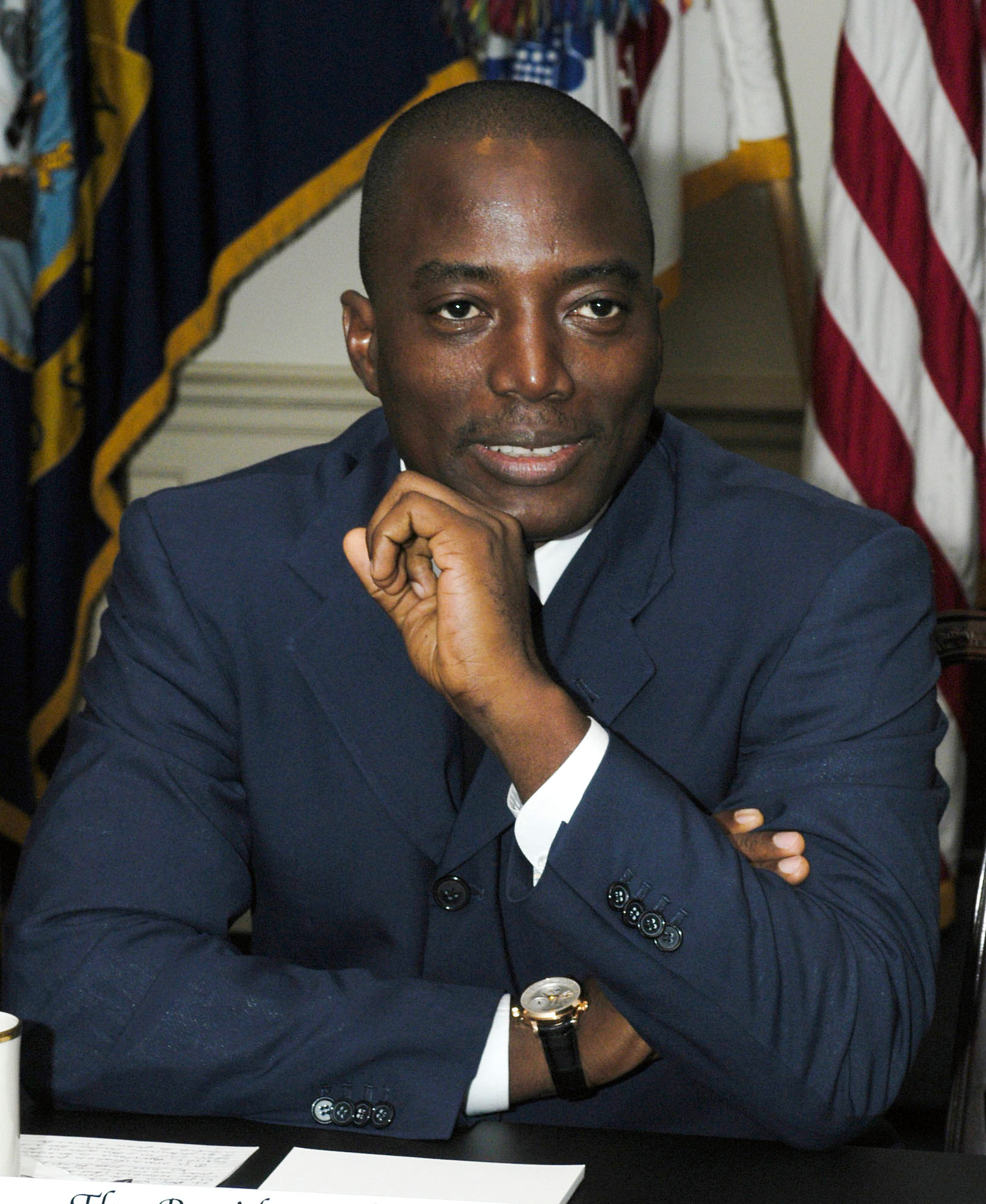
President Joseph Kabila

Op 16 januari 2001 werd Laurent-Désiré Kabila neergeschoten en gedood in het presidentieel paleis in Kinshasa. De regering verklaarde aanvankelijk dat Kabila gewond was maar nog in leven toen hij naar Zimbabwe werd gevlogen voor intensieve zorg. De omstandigheden van zijn moord zijn onduidelijk en hebben aanleiding gegeven tot aanzienlijke geruchten en meningsverschillen. De consensus is dat Kabila werd neergeschoten door een van zijn lijfwachten, de 18-jarige Rashidi Mizele, een kadogo (kindsoldaat). Eerder werd Mizele ten onrechte geïdentificeerd als Rashidi Kasereka.
Twee dagen later kondigde de regering op de staatstelevisie aan dat de wanhopige poging van Zimbabwaans medisch personeel om Kabila te redden was mislukt en dat Kabila was overleden aan zijn verwondingen. Zijn overblijfselen werden op 26 januari 2001 teruggebracht voor een staatsbegrafenis.
Kort na de moord publiceerde de Franse krant Le Monde een explosief verhaal waarin zelfverklaarde samenzweerders documenten en details onthulden van het complot om Kabila te vermoorden. De samenzweerders waren voornamelijk kadogos die sinds 1996 onder Kabila's commando stonden en ontevreden waren over hun slechte behandeling. De aanleiding voor de moord leek de executie van 47 kadogos te zijn geweest die beschuldigd werden van samenzwering tegen Kabila. De executie, bijgewoond door Kabila, vond plaats op de dag voor zijn moord.
Hoewel de rol van de ontevreden kadogos redelijk goed is vastgesteld, zijn er enkele pogingen gedaan om te beweren dat ze onder invloed waren van externe actoren die Kabila wilden omverwerpen. Sommige Congolese functionarissen probeerden hun voornaamste vijanden in diskrediet te brengen door te beweren dat de Rwandezen het complot hadden bedacht. Sommige waarnemers hebben geloofwaardigheid verleend aan deze beweringen, waaronder de documentaire "Murder in Kinshasa" van Al-Jazeera, waarin wordt beweerd dat een Libanese diamantdealer de logistiek van de organisatie heeft georganiseerd. Anderen hebben gespeculeerd dat de Angolezen (vanwege Kabila's medeplichtigheid aan het helpen van de Angolese rebellen van UNITA om geld via de DRC te kanaliseren) of zelfs de Amerikanen betrokken waren bij de moord. Er is tot nu toe geen bewijs dat Mizele of de kadogos handelden in opdracht van een externe bron.

### Joseph Kabila wordt president
Met een unanieme stem van het Congolese parlement werd zijn zoon, Joseph Kabila, beëdigd als president om hem te vervangen. Dat hij de verkiezing won, was grotendeels te danken aan de steun van Robert Mugabe en het feit dat de meeste parlementsleden waren geselecteerd door de oudere Kabila. In februari ontmoette de nieuwe president Rwandese president Paul Kagame in de Verenigde Staten. Rwanda, Oeganda en de rebellen stemden in met een VN-terugtrekkingsplan. Oeganda en Rwanda begonnen troepen terug te trekken van het front.

### VN onderzoek naar illegale exploitatie van mineralen
In april 2001 onderzocht een panel van experts van de Verenigde Naties de illegale exploitatie van diamanten, kobalt, coltan, goud en andere lucratieve bronnen in Congo. Het rapport beschuldigde Rwanda, Oeganda en Zimbabwe ervan systematisch Congolese bronnen uit te buiten en beval aan dat de Veiligheidsraad sancties oplegde.

## 2002
In 2002 verslechterde de situatie voor Rwanda in de oorlog. Veel leden van de RCD gaven het vechten op of besloten zich aan te sluiten bij Kabila's regering. Bovendien raakte de Banyamulenge, de ruggengraat van Rwanda's milities, steeds meer vermoeid door de controle vanuit Kigali en het voortdurende conflict. Een aantal van hen kwam in opstand, wat leidde tot gewelddadige confrontaties tussen hen en Rwandese troepen.
Tegelijkertijd werd het westen van Congo steeds veiliger onder de jongere Kabila. Internationale hulpverlening werd hervat doordat de inflatie onder controle werd gebracht. In maart veroverde de factie RCD-Goma de stad Moliro, gelegen aan de kust van het Tanganyikameer, op regeringstroepen. Volgens deze factie werd de stad de volgende dag als reactie beschoten door kanonneerboten van de regering. De verovering werd gezien als een schending van het Vredesakkoord van Lusaka.

### Bloedbad van Kisangani (mei 2002)
Tussen 13 en 15 mei 2002 begonnen strijdkrachten die gelieerd waren aan de Congolese Rally voor Democratie (RDC) in de stad Kisangani grove mensenrechtenschendingen uit te voeren, waaronder liquidaties, plunderingen en verkrachtingen, nadat ze eerst een muiterij hadden neergeslagen, hierbij kwamen minstens 183 mensen om het leven kwamen.

### Vredesakkoorden (april-december 2002)
Onder leiding van Zuid-Afrika vonden vredesbesprekingen plaats in dat land tussen april en december 2002, die leidden tot de ondertekening van een "uitgebreide vredesovereenkomst". Het Verdrag van Sun City werd op 19 april 2002 formeel bekrachtigd. Het was een kader voor het tot stand brengen van een eengemaakt, Meerpartijenstelsel en democratische verkiezingen in Congo. Er werden echter kritiekpunten opgemerkt, zoals het ontbreken van bepalingen met betrekking tot de eenmaking van het leger, wat de effectiviteit van de overeenkomst verzwakte. Er waren meerdere gemelde schendingen van het Verdrag van Sun City, maar er was wel een afname in het vechten merkbaar.
Op 30 juli 2002 ondertekenden Rwanda en de Democratische Republiek Congo een vredesakkoord dat bekendstaat als het Vredesakkoord van Pretoria, na vijf dagen van besprekingen in Pretoria, Zuid-Afrika. De gesprekken richtten zich op twee kwesties. De eerste was de terugtrekking van naar schatting 20.000 Rwandese soldaten uit Congo. De tweede kwestie betrof het inrekenen van de voormalige Rwandese soldaten en het ontmantelen van de Hutu-militie die bekendstaat als Interahamwe, die deelnam aan de genocide van Rwanda in 1994 en nog steeds actief is in Oost-Congo. Rwanda had eerder geweigerd zich terug te trekken totdat de Hutu-milities waren aangepakt.
Op 6 september werd het Luanda verdrag ondertekend, wat de vrede formaliseerde tussen Congo en Oeganda. Het verdrag had tot doel Oeganda zijn troepen uit Bunia te laten terugtrekken en de relatie tussen de twee landen te verbeteren, maar de uitvoering bleek problematisch. Elf dagen later begon de terugtrekking van de eerste Rwandese soldaten uit het oosten van DRC. Op 5 oktober kondigde Rwanda aan dat de terugtrekking was voltooid; MONUC bevestigde het vertrek van meer dan 20.000 Rwandese soldaten.
Op 21 oktober publiceerde de VN het rapport van zijn deskundigenpanel over de plundering van natuurlijke hulpbronnen door gewapende groeperingen. Zowel Rwanda als Oeganda verwierpen beschuldigingen dat hooggeplaatste politieke en militaire figuren betrokken waren bij de illegale handel in geplunderde bronnen. De Zimbabwaanse minister van Defensie Sydney Sekeramayi verklaarde dat het Zimbabwaanse leger zich in oktober 2002 uit DRC had teruggetrokken, maar in juni 2006 meldden journalisten dat een 50-koppige eenheid was gebleven om Kabila te beschermen.
Op 17 december 2002 ondertekenden de Congolese partijen van het Inter-Congolese Dialoog (de nationale regering, de MLC, de RCD, de RCD-ML, de RCD-N, de binnenlandse politieke oppositie, vertegenwoordigers van het maatschappelijk middenveld en de Mai Mai) het Global and All-Inclusive Agreement. De overeenkomst beschreef een plan voor overgangsbestuur dat zou resulteren in wetgevende en presidentsverkiezingen binnen twee jaar na de ondertekening ervan, en markeerde het formele einde van de Tweede Congolese burgeroorlog.

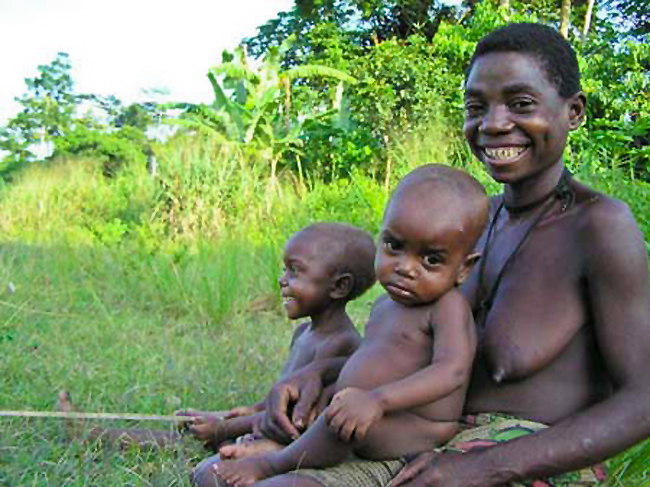
pygmeeënfamilie

### Genocide op de Mbuti pygmeeën (2002-2003)
Aan het einde van 2002 en gedurende januari 2003 werden ongeveer 60.000 Pygmeeën en 10.000 strijders gedood in een genocide die bekendstaat als "Effacer le tableau" (Het bord schoonvegen) door de Congolese Bevrijdingsbeweging (MLC) van Jean-Pierre Bemba. Mensenrechtenactivisten eisen nog altijd dat dit bloedbad erkend wordt als een genocide.

## 2003

### Bloedbad van Bogoro (februari 2003)
Op 24 februari 2003 voerde rebellen van het Nationalistisch en Integrationistisch Front (FNI) en het Front voor Patriottisch Verzet van Ituri (FRPI) een aanval uit op het dorp Borgoro nabij Bunia. De aanvallers voerden een willekeurige Liquidaties uit, waarbij ongeveer 200 burgers het leven verloren. Overlevenden werden opgesloten in een ruimte te midden van de lichamen van de slachtoffers, vrouwen en meisjes werden gedwongen tot Prostitutie. Als gevolg van hun vermeende betrokkenheid bij het plannen van deze aanval, werden twee rebellenleiders, Germain Katanga en Mathieu Ngudjolo Chui, in 2007 door het Internationaal Strafhof aangeklaagd voor oorlogsmisdaden en misdaden tegen de menselijkheid.

### Overgangsregering van 2003
Op 18 juli 2003 werd de Overgangsregering opgericht zoals gespecificeerd in het Algeheel en Alomvattend Akkoord tussen de strijdende partijen. Het akkoord verplicht de partijen om een plan uit te voeren om het land te herenigen, de strijdende partijen te ontwapenen en te integreren, en verkiezingen te houden. Er waren talrijke problemen, wat resulteerde in aanhoudende instabiliteit in een groot deel van het land en een vertraging van de geplande nationale verkiezingen van juni 2005 tot juli 2006.
De voornaamste reden voor de voortdurende zwakte van de Overgangsregering was het verzet van de voormalige strijdende partijen om de macht over te dragen aan een gecentraliseerde en neutrale nationale administratie. Sommige strijdende partijen handhaafden aparte bestuurlijke en militaire commandostructuren buiten die van de Overgangsregering om, maar zoals gerapporteerd door de International Crisis Group, verminderde deze geleidelijk. corruptie van ambtenaren, soldaten en infrastructuurprojecten veroorzaakte verdere instabiliteit.
Op 30 juli 2006 werden de eerste verkiezingen gehouden in de DRC nadat de bevolking een nieuwe grondwet had goedgekeurd. Een tweede ronde werd gehouden op 30 oktober.

## Nasleep en nalatenschap

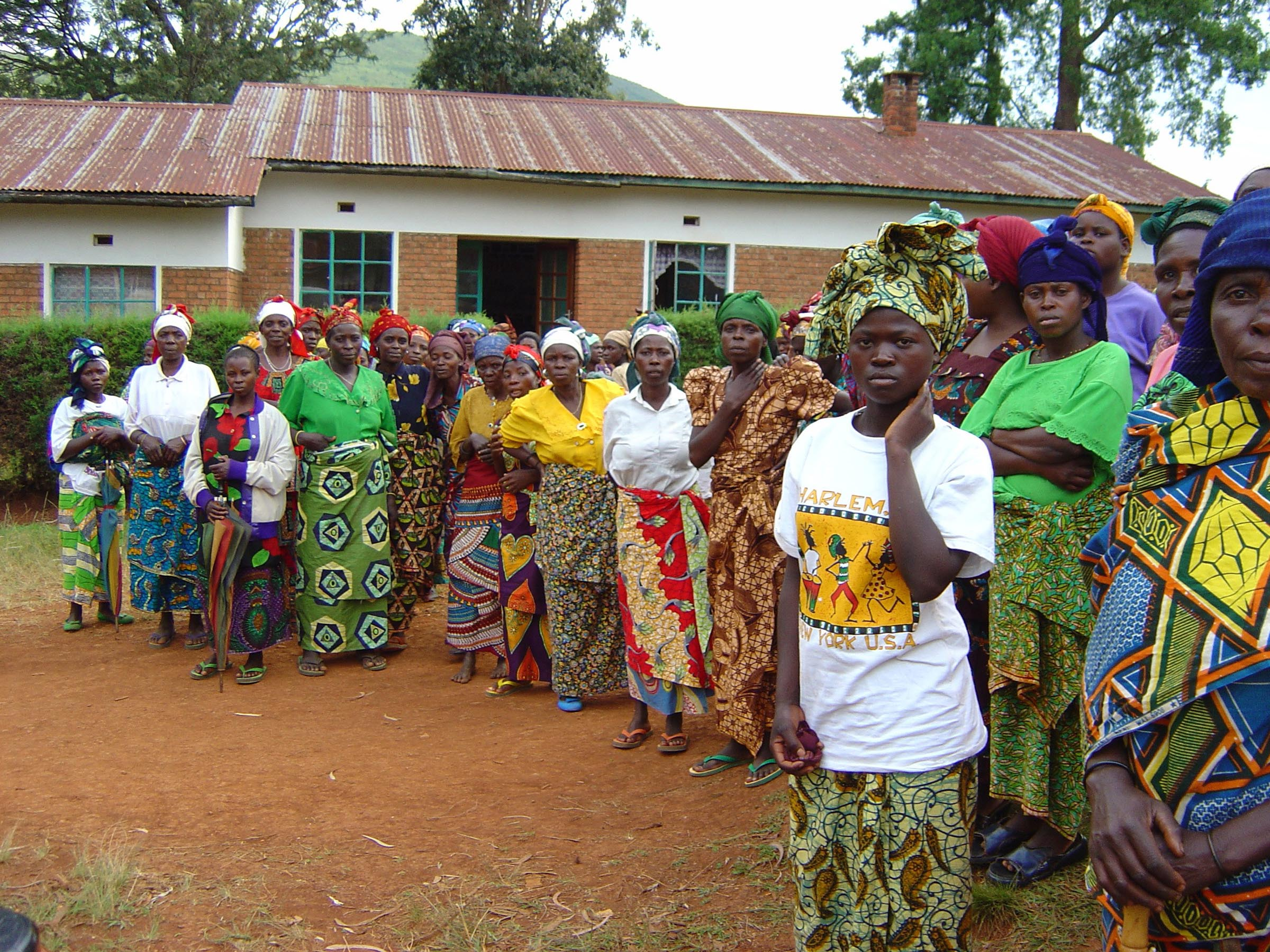
Bijeenkomst van slachtoffers van seksueel geweld in de Democratische Republiek Congo

### Gebieden met aanhoudende conflicten
De fragiliteit van de staat heeft voortgezette geweldpleging en schendingen van de mensenrechten in het oosten mogelijk gemaakt. Er zijn drie belangrijke conflictgebieden:
- Noord en Zuid-Kivu, waar een verzwakte FDLR blijft dreigen aan de Rwandese grens en de Banyamulenge, waar Rwanda de RCD-Goma-rebellen steunt tegen Kinshasa, en waar lokale conflicten blijven bijdragen aan het geweld;

- Ituri, waar MONUC / MONUSCO er niet in is geslaagd de talloze milities en groepen die het Ituri-conflict aansturen, in bedwang te houden;

- Noordelijk Katanga, waar Mai-Mai-milities zich aan de controle van Kinshasa hebben onttrokken.

De etnische conflicten tussen Hutu- en Tutsi-gelieerde troepen hebben een belangrijke rol gespeeld in veel van het conflict, waarbij mensen aan beide zijden vrezen voor hun uitroeiing. De troepen gelieerd aan Kinshasa en de Hutu's hadden nauwe betrekkingen, aangezien hun belangen bij het verdrijven van de legers en proxy-troepen van Uganda en Rwanda samenvielen.
Terwijl de troepen gelieerd aan Uganda en Rwanda nauw samenwerkten om ten koste van Kinshasa grondgebied te winnen, leidde de concurrentie om toegang tot hulpbronnen tot een scheur in hun relatie. Er waren berichten dat Uganda Kinshasa toestond wapens naar de Hutu FDLR te sturen via grondgebied dat in handen was van door Uganda gesteunde rebellen, omdat Uganda, Kinshasa en de Hutu's allemaal, in verschillende mate, de invloed van Rwanda en zijn gelieerden proberen in te perken.

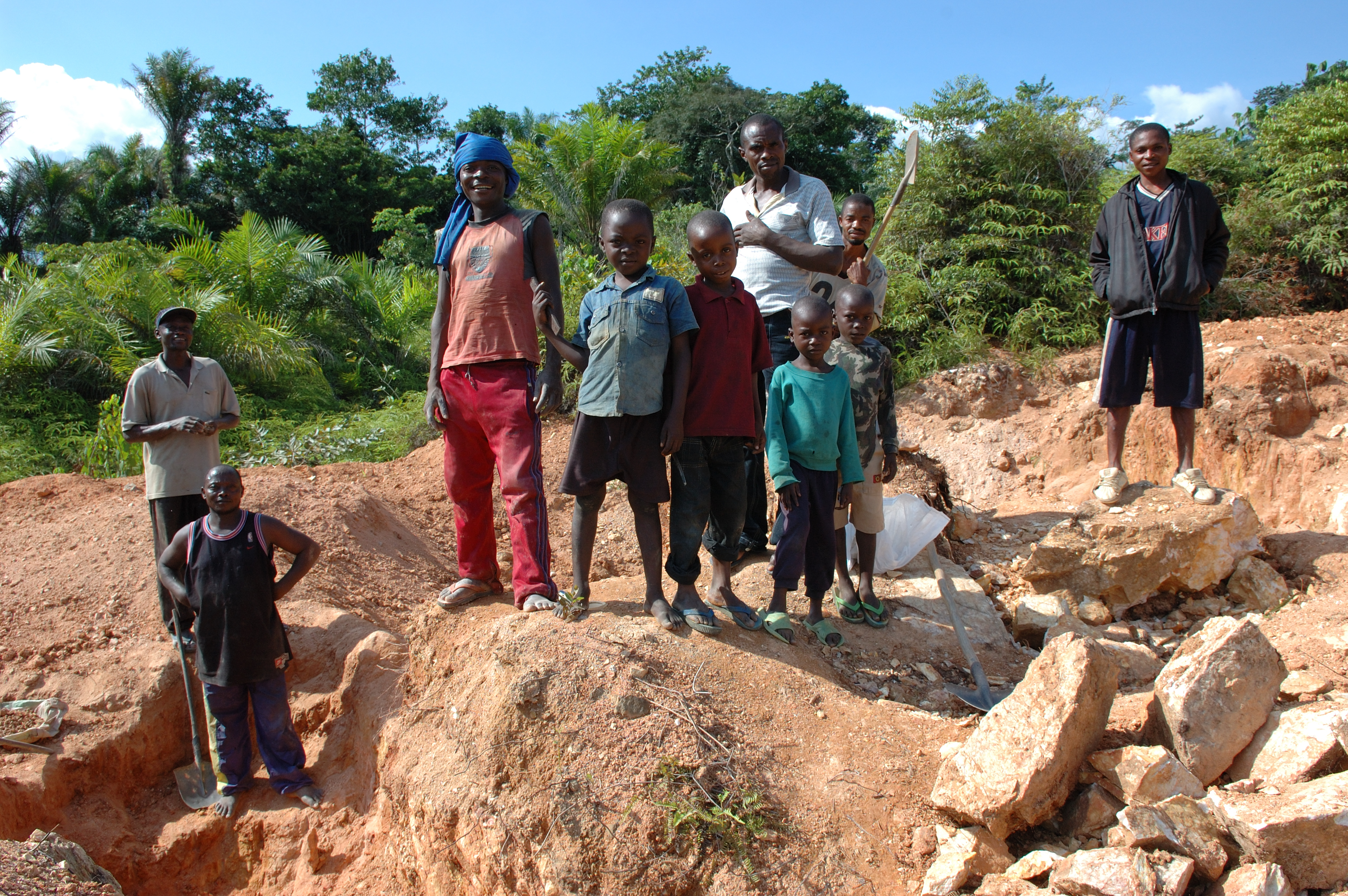
Mijn in Kailo (DRC). Ook kinderen worden ingeschakeld.

### Rwanda en Oegandese steun voor rebellen
Rwanda steunde rebellen uit vrees voor Hutu-rebellen aan haar grens. De regering van Kinshasa was argwanend over de invloed van Kigali in de regio, aangezien Rwanda het gebied talloze keren heeft bezet en sommige getuigen bevestigen dat Rwanda profiteerde van de plundering van Congolese mineralen. Als gevolg hiervan steunde Rwanda naar verluidt de voortdurende rebellie van Generaal Nkunda in Congo. Nkunda werd echter in 2009 gearresteerd door Rwandese politie. De DRC zocht de verzekering dat door Kigali gesteunde troepen geen belangen hebben in conflictmineralen of territoriale belangen in Oost-Congo.
Op 19 december 2005 oordeelde het Internationaal Gerechtshof van de Verenigde Naties dat de soevereiniteit van de DRC door Uganda geschonden was, en dat de DRC miljarden dollars aan hulpbronnen had verloren. De DRC-regering vroeg daarop om 10 miljard als compensatie. Hoewel het ICJ veel stappen heeft ondernomen om ervoor te zorgen dat oorlogsmisdaden en misdaden tegen de menselijkheid worden vervolgd, hebben het Internationaal Monetair Fonds en de Wereldbank zowel Uganda als Rwanda beloond met schuldverlichtingspakketten vanwege hun verbeterde economische gezondheid in een periode waarin een groot deel van hun gestegen inkomsten deels rechtstreeks het gevolg was van illegale import van conflicterende mineralen uit de DRC. In dit geval staan internationale instellingen zoals het IMF en de WB naar verluidt op gespannen voet met internationale wetten en handvesten. Zowel het IMF als de WB zijn ervan beschuldigd het conflict in de DRC te vergemakkelijken door strijdende partijen te belonen.

### Economische impact

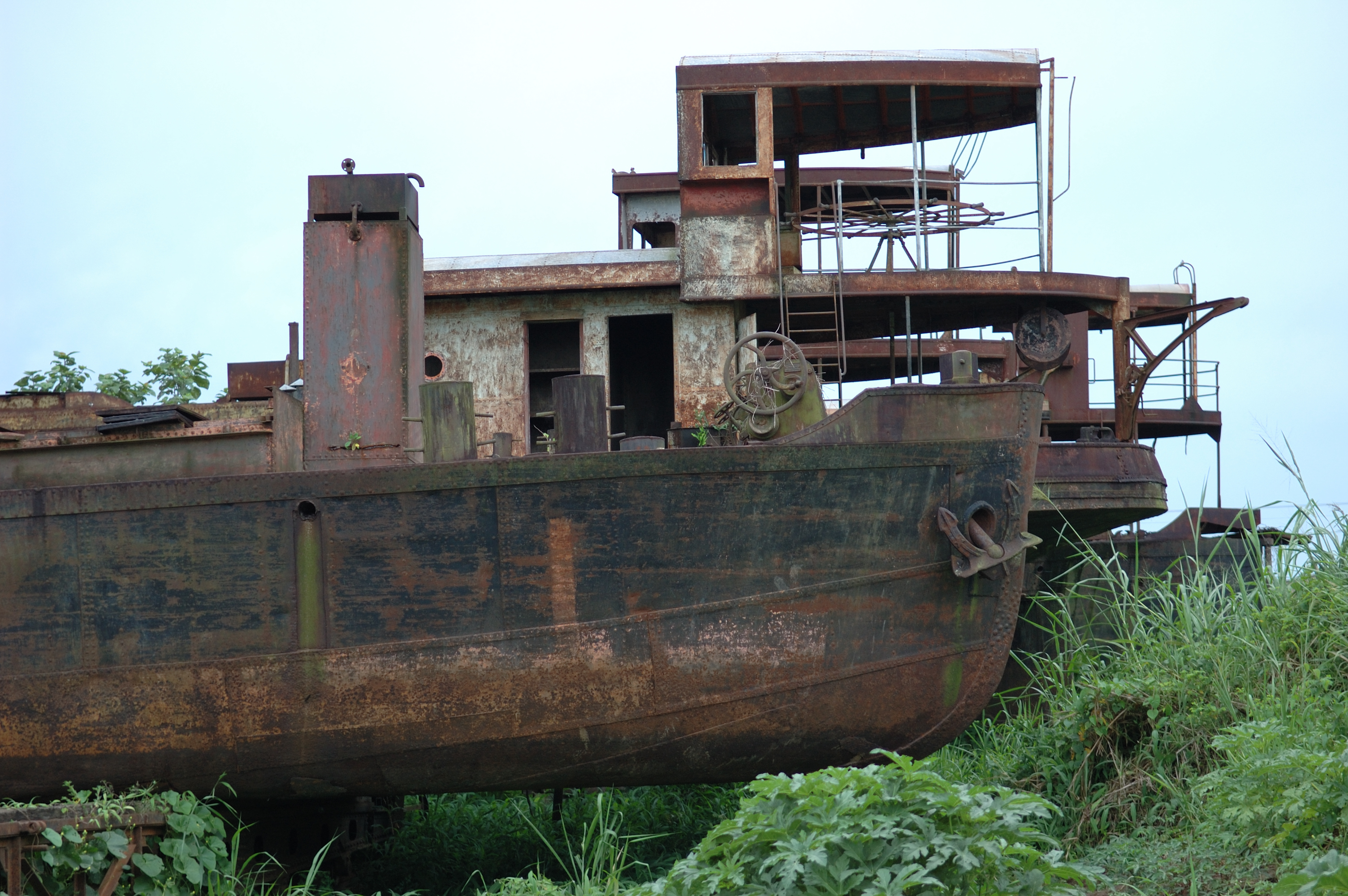
Roestende schepen op de Congostroom in Kindu.

De verslechterde infrastructuur en voortdurende dreiging van aanvallen maakten reizen over land onmogelijk, wat interne handel in Congo tot stilstand bracht. Langs de Congorivier, de belangrijkste overgebleven transportroute, was jarenlang geen scheepvaartverkeer tussen de verschillende machtsregio's. Geïsoleerde dorpen waren afgesneden van stedelijke markten, terwijl steden te kampen hadden met voedseltekorten. In Kinshasa verviervoudigden de voedselprijzen binnen een jaar. Internationale hulp kwam slechts spaarzaam op gang. In eerste instantie was het voornamelijk beperkt tot Kinshasa en pas in 2001 bereikte het daadwerkelijk de oorlogsgebieden in het oosten.
De verarming van de bevolking verslechterde verder. Een studie uit 2006 van de Congolese regering, drie jaar na het einde van de oorlog, onthulde dat 76% van de bevolking hun kinderen niet naar school kon sturen, 79% ondervoed was, 81% niet beschikte over adequate huisvesting en 82% geen toegang had tot Gezondheidszorg. Over het geheel genomen leefde 71% van de bevolking in absolute armoede, 85% in de armste Evenaarsprovincie. Volgens hulporganisaties was in 2000 31% van de inwoners van Kinshasa chronisch ondervoed en kon slechts 10% zich drie maaltijden per dag veroorloven. In 2003 bedroeg de gemiddelde voedselinname van de bevolking 1300 kilocalorieën per dag. Het gezondheidssysteem was grotendeels verwoest en naar verluidt stierven elk jaar 500.000 mensen aan malaria, waarvan meer dan een derde kinderen onder de vijf jaar waren.

#### Hyperinflatie in Zimbabwe
De betrokkenheid van Zimbabwe bij de oorlog had een aanzienlijke negatieve impact op de economie van het land. Naarmate de verliezen aan militaire hardware zich opstapelden, kwamen westerse donoren, waaronder het Internationaal Monetair Fonds en de Wereldbank, in een heroverweging van hun hulpprogramma's aan Harare terecht. Dit ontzegde Mugabe de buitenlandse valuta die hij nodig had om reserveonderdelen ter waarde van $600 miljoen aan te schaffen voor gevechtsvoertuigen die destijds in Congo werden ingezet. Tussen januari en juni 2000 meldde de Financial Times (via een gelekte memo van Minister van Financiën Herbert Murerwa) dat Zimbabwe $166 miljoen besteedde aan zijn militaire inzet daar. Deze factoren droegen bij aan de ernstige economische instabiliteit van het land gedurende de jaren 2000, met als hoogtepunt een periode van hyperinflatie tussen 2007 en 2009.

### Milieu-impact
De oorlog bracht aanzienlijke schade toe aan het milieu. De bossen van Congo zijn een belangrijke hotspot voor biodiversiteit. Het Congobekken staat algemeen bekend als het op één na grootste tropische regenwoud ter wereld en het grootste bos van Afrika.

#### Dieren en handel in bushmeat

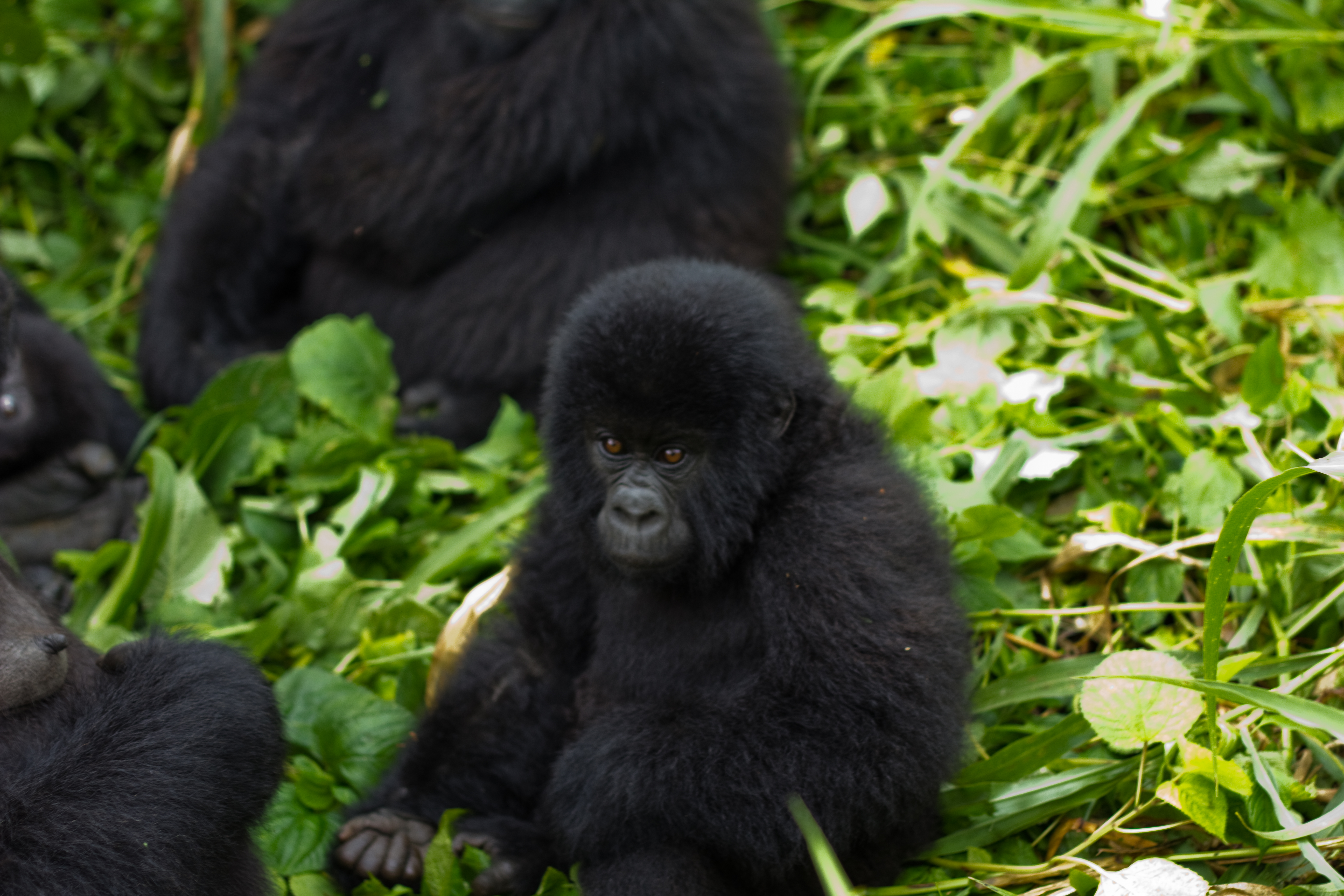
Berggorilla's in het Virungapark.

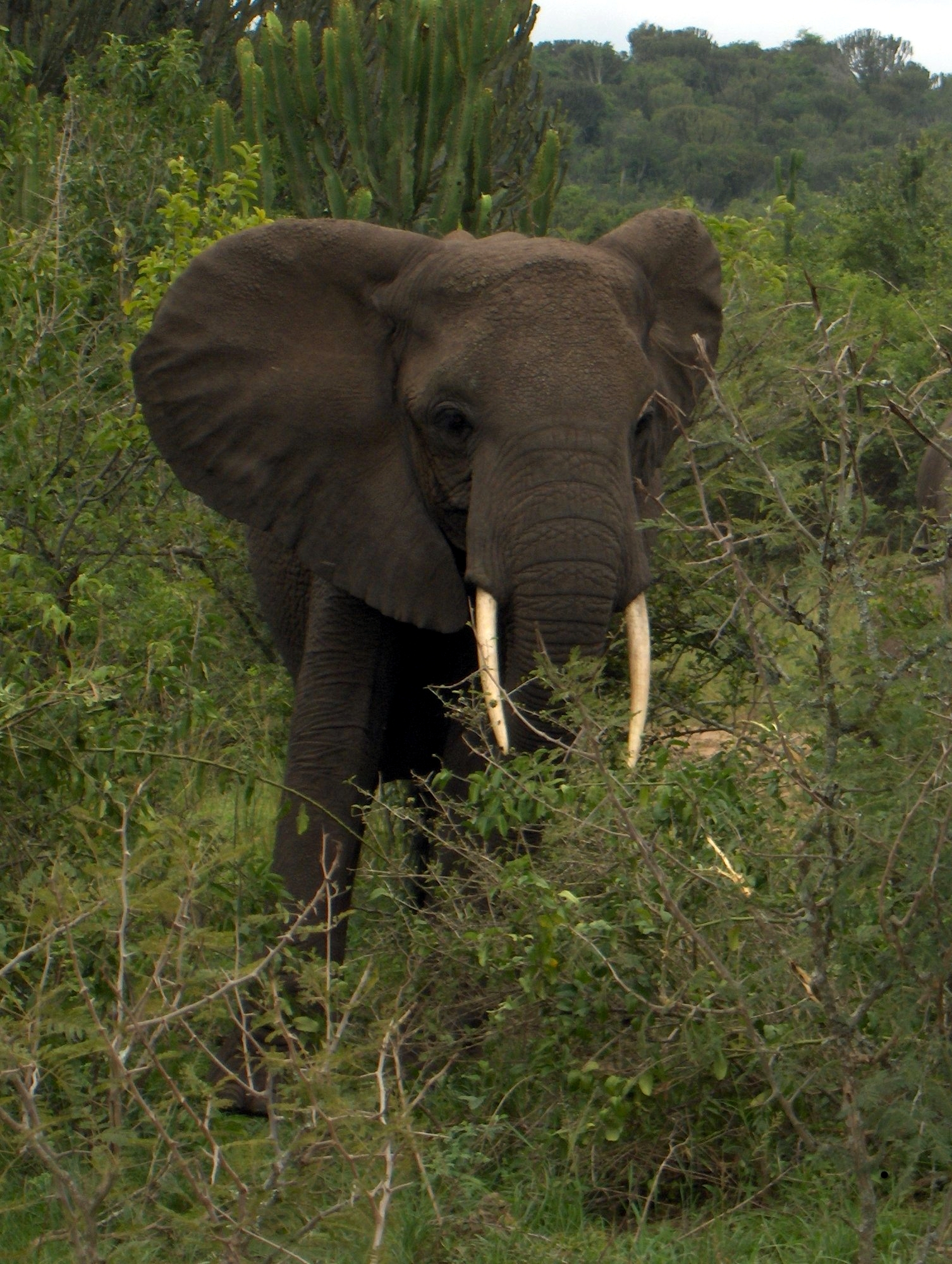
Afrikaanse olifant

Vanwege de oorlog zag de Democratische Republiek Congo hun olifantenpopulatie halveren, daalde hun nijlpaardenpopulatie van 22.000 naar 900 en nam hun populatie van Mensapen af met 77%–93% tussen 1998 en 2015.
Met tot wel 3,4 miljoen ontheemde mensen in Congo als gevolg van de burgeroorlog, trokken velen naar de bossen van Congo, waar ze bonobo's, gorilla's, olifanten en meer gingen jagen als bushmeat om te overleven en bosgebieden vrijmaakten die belangrijke leefgebieden waren voor deze dieren. Velen van hen waren afkomstig uit de stad waar de jacht op bepaalde dieren niet als taboe gold, of het waren lokale bewoners van wie de tradities langzaam werden afgebroken vanwege de noodzaak om te overleven. Een voorbeeld hiervan waren de Bongando's, waarbij een studie uit 2009 van de Universiteit van Kyoto een afbrokkeling van hun culturele verbod op het eten van bonobo's constateerde als gevolg van de burgeroorlog. Tijdens het conflict bevonden veel frontlinies zich in bonobo-reservaten, wat verder bijdroeg aan de afname van hun populatie.
De instabiliteit van de regering en het gebrek aan handhaving zorgden ervoor dat nieuwe illegale mijnkampen voor milities ontstonden, diep in de bossen van Congo. Daar werd bushmeat de belangrijkste voedselbron. Daarnaast zorgde het grote aantal mensen dat de bossen betrad, samen met de onhygiënische omstandigheden in de mijnen, voor een verhoogd risico op ziekten voor dieren zoals gorilla's. De instabiliteit van de regering en de gevaren van de oorlog beëindigden ook grotendeels de natuurbehouds- en beschermingsinspanningen die destijds in Congo plaatsvonden, waardoor de talloze rebellen-groepen die in Congo aanwezig waren openlijk betrokken raakten bij stroperij.
Doordat militaire hulp werd belemmerd door omliggende Afrikaanse landen, werd Congo gedwongen om talloze houtkapovereenkomsten aan te gaan met Duitse, Chinese en Maleisische bedrijven om hun militaire activiteiten te ondersteunen. De wegen die ontstonden ter ondersteuning van de nieuwe houtkapinspanningen openden nabijgelegen dorpen voor gemakkelijker transport en toegang tot diepere delen van de wildreservaten van Congo. Het resultaat was een aanzienlijke toename van de verkoop van bushmeat in dorpen nabij deze houtkaplocaties.
De mogelijke dreiging van rebellenkrachten tijdens de oorlog zorgde ervoor dat veel militaire officieren die de stedelijke handel controleerden, hun post verlieten. Dit creëerde een open toegangsmarkt voor de handel in bushmeat en huisdieren, die vervolgens werd overgenomen door opportunistische lagere rangen soldaten die op zoek waren naar winst. Het resultaat was een waargenomen vijfvoudige toename van de verkoop van beschermde dieren op stedelijke markten in het noordoosten van Congo rond het Garamba National Park. Ondertussen hebben onderzoekers in andere studies in andere delen van noordelijk Congo een toename van 23% in de verkoop van beschermde dieren gevonden, waarbij het algehele patroon een aanzienlijke toename van de verkoop van beschermde dieren was.

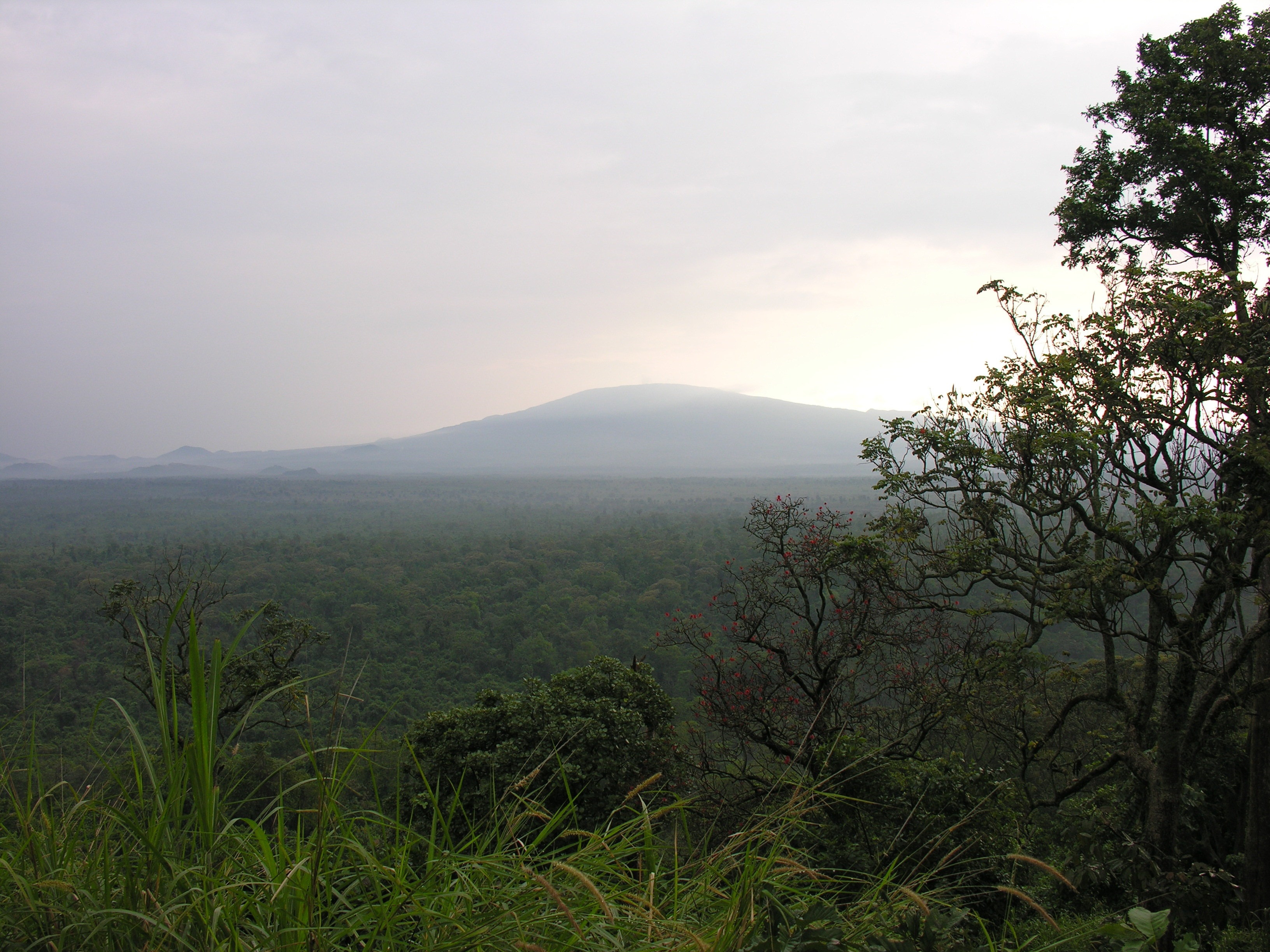
Nationaal Park Virunga

#### Ontbossing
De oorlog leidde tot een verlies van 1,31% van de bossen van Congo, een oppervlakte vergelijkbaar met die van België. De miljoenen ontheemde individuen leidden tot grootschalige houtkap en ontbossing om vruchtbare grond te creëren. Deze activiteiten hadden een overmatig effect vanwege het randeffect als gevolg van de fragmentatie van het bos. Het Nationaal Park Virunga, het oudste nationale park van Afrika, werd het eerste bedreigde UNESCO-werelderfgoed. Zijn flora werd zowel tijdens de eerste als de tweede Congolese oorlog gekapt om plaats te maken voor zowel het Rwandese als het Congolese leger.

### Geschil over dodental
Het Human Security Report Project (HSRP) van de Simon Fraser University heeft de tol van 5,4 miljoen oorlogsgerelateerde doden tussen 1998 en 2008 betwist. Het stelt dat van de vijf periodieke schattingen van het IRC, twee die een periode van 1998 tot 2001 bestrijken, gebrekkig zijn en de gerapporteerde 2,6 miljoen doden daarin niet moeten worden meegerekend in het totale dodental. De andere drie periodieke schattingen van het IRC bestrijken de periode van mei 2001 tot april 2007, en daarin werden 2,83 miljoen van de in totaal 5,4 miljoen doden gemeld. Het HSRP betoogde dat de schattingen gebaseerd waren op een algemeen sterftecijfer dat veel te laag was voor Congo, en dat de meeste van die mensen waarschijnlijk toch zouden zijn overleden. Daarom zou het cijfer van het IRC herzien moeten worden naar 860.000 totale oorlogsgerelateerde overlijdens.
Als reactie op de kritiek van HSRP argumenteerde een van de auteurs van het IRC-rapport het volgende: Hoewel er wellicht kleine statistische discrepanties waren in de oorspronkelijke studie, was het IRC-rapport uitgebreid peer-reviewed en werd het beschouwd als een accurate schatting van de oorlogsgerelateerde overlijdens.

### ICC Onderzoek

Internationaal Strafhof

In 2004 Opende het Internationaal Strafhof (ICC) in Den Haag een onderzoek betreft misdaden gepleegd in de Democratische Republiek Congo tijdens en na de Tweede Congolese Burgeroorlog, inclusief de conflicten in de regio's Ituri en Kivu. In april 2004 verwees de regering van de DRC officieel de situatie in Congo naar het Internationaal Strafhof, en in juni 2004 opende aanklager Luis Moreno Ocampo officieel een onderzoek. De misdaden omvatten oorlogsmisdaden, misdaden tegen de menselijkheid en genocide. Tijdens dit proces werden zes individuen aangeklaagd door de aanklager; Thomas Lubanga Dyilo, Germain Katanga, Mathieu Ngudjolo Chui, Bosco Ntaganda, Callixte Mbarushimana en Sylvestre Mudacumura. Lubanga werd gevangengezet, Katanga werd veroordeeld, en Chui werd vrijgesproken. De Kamer van Vooronderzoek weigerde de aanklachten tegen Mbarushimana, die momenteel voortvluchtig is te bevestigen. Op 18 maart 2013 meldde Ntaganda zich bij de Amerikaanse ambassade in Kigali en verzocht om uitlevering aan het ICC. Sylvestre Mudacumura wordt nog ook steeds gezocht en is op vrije voeten.